# Адрианопольская битва (378)
Битва при Адрианополе — сражение между готами (в основном племенами тервингов, грейтунгов, о которых сообщает Аммиан Марцеллин и которые, большинством исследователей, принимаются за вестготов и остготов Иордана, а также аланов и других племён) во главе с Фритигерном и римлянами под предводительством римского императора Валента.
Битва произошла в римской провинции Фракия, тринадцатью километрами севернее Адрианополя и закончилась полным поражением римлян.
Адрианопольская битва считается одним из поворотных моментов европейской истории, который изменил баланс сил в пользу германских народов. Она часто рассматривается как репетиция окончательного краха империи.

## Предыстория

### Готы и Римская империя
Со слов Иордана, опирающегося на древние песни (in priscis eorum carminibus), готы во времена царя Филимера с мест обитания покорённых ими вандалов выдвинулись в земли Скифии, достигнув черноморского побережья. Иордан в труде «О происхождении и деяниях гетов» писал, что готы «на первом месте своего расселения, в Скифии у Меотиды, имели королём Филимера». Ареал памятников черняховской культуры связывают с областью расселения готских племён.
Некоторые из исследователей идентифицируют готов с гетами, о которых сообщал Элий Спартиан и которых, в 210-е годы, император Каракалла, «отправляясь на Восток, победил в беспорядочных сражениях», а также с теми «готфами», которые по сообщению Пётра Магистра, во времена Александра Севера (230-е годы) получали ежегодную дань от римлян. Однако, по мнению других исследователей, Иордан «смешивает историю гетов, скифов и готов, свободно варьируя эти этнонимы и осуществляя их взаимную подмену»; кроме того, что готы появляются на страницах «Гетики» не ранее правления Валериана и Галлиена (вторая половина III в.).
Дексипп, говоря о начале «Скифской войны», которую латинские авторы называли «Готской», сообщает, что в 238 году, при императоре Бальбине, карпы, проживающие на восточных склонах Карпат, перейдя Дунай, напали на римскую провинцию Мёзия. Эта война, длившаяся около тридцати лет, отмеченная крупными морскими экспедициями готов и герулов по Чёрному и Средиземному морям, закончилась разгромом варваров в их землях императором Аврелианом. Примерно в 271 году, Аврелиан, по пути в Малую Азию, совершил успешный поход на варваров за Дунай, где «уничтожил вождя готов Каннаба, или Каннабауда, с пятью тысячами человек». Этот поход Аврелиана упоминается также и Иорданом.
После этого готы могли совершать лишь эпизодические набеги. В 332 году император Константин Великий окончательно разбил их, уничтожив голодом и холодом почти сто тысяч варваров, после чего принял готов в число федератов. Готы поставили в римские войска сорок тысяч человек и обязались не пропускать к дунайской границе другие племена, за что римляне выплачивали им ежегодные денежные суммы. В середине IV века готские отряды отмечаются в составе римской армии на войне с персами.

### Победа Валента над готами (367—369 годы)
Вскоре после того, как Валент был провозглашён братом, римским императором Валентинианом, соправителем-императором восточной части Римской империи, в Константинополе поднял мятеж военачальник Прокопий. На помощь узурпатору готы выслали отряд в 3 тысячи воинов, однако они не успели принять участия в боевых действиях, так как Валент быстро подавил мятеж и казнил Прокопия. Готы были разоружены и задержаны в придунайских крепостях.
Когда вожди готов потребовали возвращения пленных, император Валент решил упредить конфликт и весной 367 года сам атаковал места проживания готов за нижним Дунаем. Первый поход не принёс успеха, варвары скрылись в горах. В следующем году поход сорвался из-за обильного разлива Дуная. В 369 году Валенту удалось продвинуться вглубь варварских земель, где произошло сражение с готами-тервингами вождя Атанариха. Атанарих потерпел поражение и бежал. По словам Зосимы, Валент выслал лёгкие поисковые отряды в места, где могли укрыться готы, с обещанием платить за каждую голову врага. Кроме потерь в боях в результате 3-летней войны готы стали испытывать лишения из-за отсутствия торговли с империей. Они запросили мир, который был заключён между императором Валентом и вождём Атанарихом на гребном судне посередине Дуная.

### Нашествие гуннов
В начале 370-х годов в Северное Причерноморье ворвались племена гуннов. Сначала на себя удар приняли аланы, затем в столкновение с неведомым прежде грозным противником вступили готы-гревтунги прославленного в германском эпосе вождя Германариха. Сведения о гото-гуннских войнах донесли до нашего времени историки Аммиан Марцеллин и Иордан.
Германарих скончался в ходе войны, его преемник Витимир погиб в бою с гуннами. Племя гревтунгов, возглавляемое вождями Алафеем и Сафраком, отступило под напором гуннов и аланов к Днестру. К Днестру подошли готы-тервинги Атанариха, чтобы задержать продвижение гуннов на берегах реки. Однако гунны обошли ночью передовой заслон готов и внезапно обрушились на их основной лагерь. Атанарих бежал и стал организовывать новую линию обороны уже на реке Прут. За исключением Крыма, где до конца средних веков сохранялась небольшая колония готов, их следы в Северном Причерноморье с тех пор исчезают.
Часть готских племён покорилась гуннам, другие были согнаны с мест постоянного проживания и скопились к северу от нижнего Дуная. Недостаток жизненных припасов в тех местах и постоянная угроза гуннских набегов заставили их искать убежища на римской территории к югу от Дуная, в восточной Фракии.

### Переселение готов в восточную Фракию (376 год)

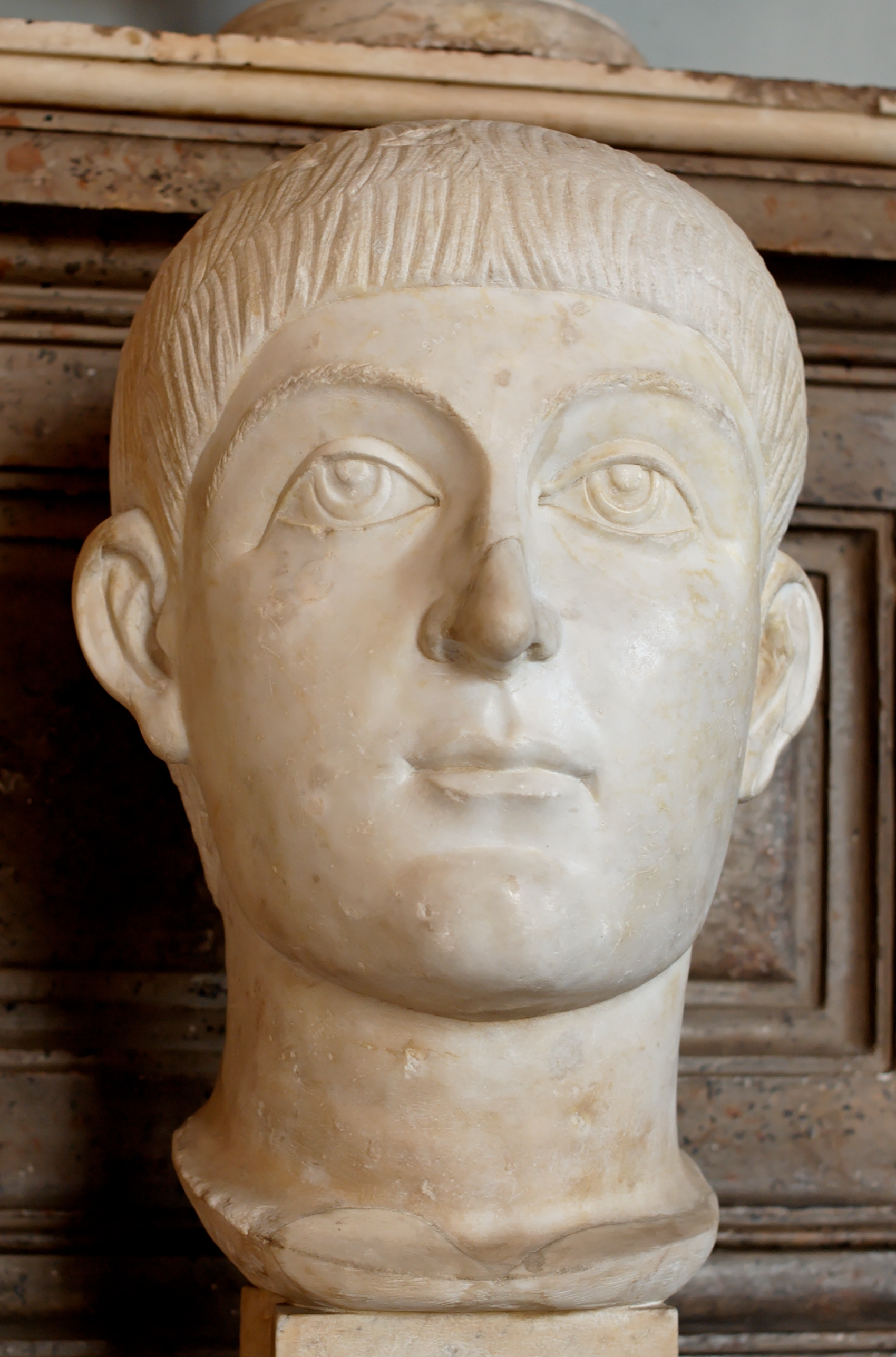
Бюст Валента

Аммиан Марцеллин так сообщил о решении готских племён:
После продолжительных совещаний о том, какое место избрать для поселения, они решили, что наиболее подходящим для них убежищем будет Фракия; в пользу этого говорили два соображения: во-первых, эта страна имеет богатейшие пастбища и, во-вторых, она отделена мощным течением Истра от пространств, которые уже открыты для перунов чужеземного Марса.
На левом берегу Дуная скопилась огромная толпа почти в 200 тыс. человек по оценке Евнапия. Римляне перебили тех варваров, которые рискнули переправиться на правый берег.
Готы послали посольство к императору Валенту с просьбой о поселении на землях империи. Император разрешил переправу варварам через Дунай с намерением использовать их людские ресурсы для укрепления своей армии. Готам должны были предоставить землю для обработки и провиант на первое время.
Римские начальники должны были обеспечить разоружение готов, однако не сумели выполнить указание императора.
По образному выражению Марцеллина, «открыты были запоры на нашей границе и варвары выбрасывали на нас толпы вооружённых людей, как Этна извергает свой пылающий пепел».
Первыми переправилось готское племя тервингов вождей Алавива и Фритигерна. Другое племя тервингов под началом Атанариха ушло по левому берегу Дуная вверх, вытесняя сарматов. Готские племена гревтунгов вождей Алафея и Сафрака и племя Фарнобия не получили разрешения на переправу, но воспользовавшись отвлечением римских солдат на охрану тервингов, высадились на правом берегу Дуная.
Вследствие злоупотреблений римского наместника во Фракии, комита Лупицина, готы не получили продовольствия в достаточном количестве и были вынуждены обменивать на него своих детей. Даже детей старейшин уводили в рабы, на что их родители давали согласие, чтобы спасти их от голодной смерти.

### Восстание готов
Готов не допускали в римские города для покупки провианта. Под стенами Маркианополя (рядом с совр. болгарской Варной) разгорелся локальный конфликт — озлобленные готы перебили небольшой римский отряд солдат. В ответ комит Лупицин приказал перебить оруженосцев Фритигерна, который как раз гостил в его дворце вместе с другим вождём готов, Алавивом. Фритигерн сумел вырваться и поднял готские племена против римлян, о судьбе вождя Алавива ничего не известно.
Силы в подчинении Лупицина были разгромлены в первом же бою под Маркианополем. Об этом бое Марцеллин написал так:

«В девяти милях от города, он [Лупицин] остановился в готовности принять бой. Увидев это, варвары бросились на беспечные отряды наших и, прижав к груди щиты, поражали копьями и мечами всякого, кто был на их пути. В кровавом ожесточенном бою пала большая часть воинов, потеряны были знамёна, пали офицеры за исключением злосчастного командира, который думал, пока другие сражались, только о том, как бы ему спастись бегством, и во весь опор поскакал в город».

Варвары разошлись по всей территории Фракии, занимаясь грабежами и убийствами. Под Адрианополем к ним присоединились отряды готов Сферида и Колии, которые нанялись на службу империи задолго до этих событий, но которых местное население хотело разоружить. Рабочие с золотых приисков также присоединились к восставшим готам. Войско Фритигерна осадило Адрианополь, но после безуспешных штурмов готы отправились на разорение средиземноморского побережья Фракии, оставив под стенами города небольшой отряд.

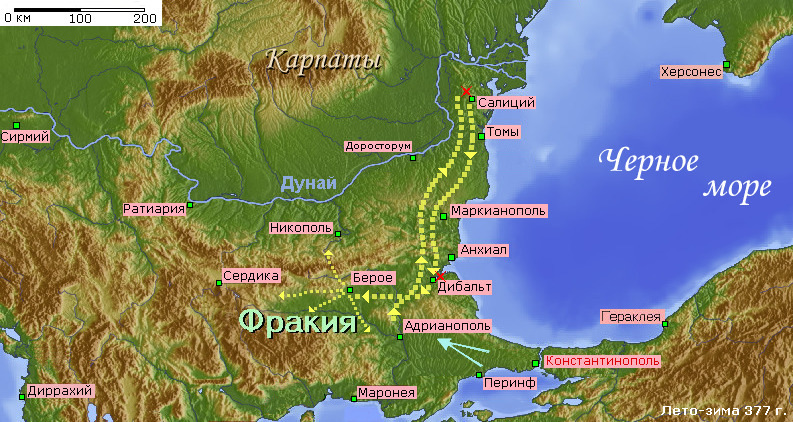
Готская война, лето-зима 377. Готы оттеснены из Фракии к нижнему Дунаю свежими силами римлян, там они под Салицием разбили римлян. Оттуда готы снова продвинулись в центр равнинной Фракии, где разошлись для грабежа

Император Валент был занят подготовкой войны с персами в Сирии. Он послал на подавление восстания военачальников Профутура и Траяна с легионами из Армении. Свежие римские войска постепенно оттеснили варваров из Фракии к нижнему Дунаю. Племянник Валента император Западной части Римской империи Грациан отправил на помощь Валенту легионы из Паннонии под началом Фригерида и отряды из Галлии под началом начальника императорской гвардии Рихомера. Фригерид задержался, а соединённые силы римлян под началом Профутура, Траяна и Рихомера подошли к базовому лагерю-табору готов в Добрудже.
В последовавшем затем кровопролитном сражении летом 377 года в местечке Салиций никто из сторон не сумел одержать победы.
Марцеллин назвал исход сражения печальным и заметил: 
Известно, впрочем, что римляне, значительно уступавшие числом несметным полчищам варваров, с которыми они сражались, понесли тяжёлый урон, но нанесли также жестокие потери варварам.
 Силы сторон, участвовавших в бою, остались неизвестны. Современный историк Томас Бёрнс (Thomas Samuel Burns) посчитал, что у готов было только 12 тысяч воинов.
Римские войска после битвы отошли к Маркианополю, оставляя провинции Скифию и Мёзию (в районе совр. Добруджи) на произвол готов. Готы в течение 7 дней оставались в своём таборе, не пытаясь развить наступление.
Римляне перешли к оборонительной тактике, свозя все продовольственные запасы в укреплённые города, которые готы не умели захватывать. Линия обороны проходила примерно по Балканскому хребту, римские отряды блокировали проходы в горах, надеясь запереть готов на опустошённой ими же относительно малонаселённой местности между Балканским хребтом и Дунаем.
Валент передал командование магистру конницы Сатурнину. Оценив соотношение сил, тот стянул войска в города, не надеясь удержать горные проходы. Под городом Дибальт варварская конница полностью разгромила отряды под началом трибуна скутариев Барцимера. Готы снова прорвались во Фракию до Геллеспонта, к ним присоединились другие варварские племена: аланы, гунны и тайфалы.
Успех сопутствовал римлянам на западе Фракии. Римский военачальник Фригерид в балканских горах истребил готов и тайфалов под началом Фарнобия (вождь Фарнобий погиб), пленных он поселил как земледельцев в Италии.
Как обычно, в зимнее время наступил перерыв в боевых действиях.

## Кампания 378 года
Зимой 377/378 года один из императорских оруженосцев, алеманн по происхождению, вернулся по своим делам домой и неосмотрительно поведал соплеменникам о планах Грациана вести свою армию на восток для войны с готами. Узнавшие об этом лентиензы попытались перейти границу по замёрзшему Рейну в феврале 378 года. Они были отброшены назад кельтами и петулантами, но, узнав, что большая часть императорской армии в Иллирике, начали ускоренный переход верхнего Рейна возле Аргентария. Грациан был вынужден отозвать отряды, посланные ранее на восток, мобилизовать солдат, оставленных в Галлии, и призвать на помощь франков. В результате быстрой кампании Грациана лентиензов удалось разгромить, а сам император проявил храбрость и энергичность. Однако эта неожиданная кампания задержала на несколько месяцев его соединение с Валентом, к которому он шёл.
Весной 378 года Валент переехал из Антиохии в Константинополь, где он должен был принять меры против недовольства населения. Причиной этих недовольств местных христиан была арианская вера Валента, опасения, связанные с приближением готов и неудачные действия против них. Император не остался надолго в столице и обосновался в своём поместье в Мелантиаде, в 20 км от города. Здесь он собрал свои войска и назначил вместо Траяна магистром армии Себастиана, присланного по его просьбе из Италии. Тот отобрал солдат для ведения партизанской войны, надеясь выиграть время для сбора основных сил. Согласно Зосиме, общая численность его войска составляла 2000 человек.
В это время готы сконцентрировали свои силы в долине реки Марица, возле городов Дибальт, Кабиле и Берея, а некоторые их части находились во Фракии. Узнав о приближении императорской армии, один отряд готов, находивший у Адрианополя, отступил по берегу реки Марице к Берее.
Себастиан вёл против готов более успешные военные действия, чем его предшественники. Краткое описание его действий содержится в «Римской истории» Аммиана Марцеллина. Весной и летом 378 года, когда Валент и Грациан собирали силы, Себастиан вёл активные военные действия против мелких групп готов, освобождая от них район вокруг Адрианополя. Аммиан писал, что, будучи в Адрианополе, Себастиан глубокой ночью напал на не ожидавший такой атаки отряд готов. После этого Фритигерн решил собрать все отряды, опасаясь, что рассеявшиеся повсюду готы могут быть легко побеждены римскими отрядами. Кроме того, он знал, что оба императора вскоре объединятся и выступят против него. Поэтому он приказал всем отойти к городу Кабиле.
Тем временем Грациан после победы над лентиензами шёл на восток. Он оставил на западе большую часть армии и двигался с «лёгким отрядом» вдоль Дуная. Грациан остановился на четыре дня в Сирмии из-за лихорадки, а затем продолжил движение к Кастра-Мартис, где он подвергся нападению аланов и потерял нескольких воинов.
Валент собрал армию у Мелантиады и в начале августа выступил в поход. Сведений о составе его войска очень мало, потому что в источниках упоминаются только некоторые отряды. Возможно, в его войске была большая часть армии Восточной Римской империи, но некоторые части остались на восточной границе. Возможно, войско Валента составляло около 15—20 тысяч человек. Согласно Аммиану Марцеллину, эта армия была составлена «из разных войск» и в ней было большое количество опытных офицеров. Валент двинулся к Адрианополю. Зная, что готы сконцентрировали свои силы у Береи и Кабиле, он планировал идти вдоль реки Марица, преследуя отступающих готов, которым отряд Себастиана переградил путь к Берее. С. Макдауэлл считает, что он собирался идти на запад, пройти мимо Адрианополя, а затем свернуть на север у реки Сазлика, между Береей и Кабиле. Грациан должен был через перевал Сукки идти к Филиппополю, а затем идти вдоль Марицы на соединение с дядей.
Фритигерн перешёл в наступление первым. Он планировал зайти в тыл армии Валента и таким образом отрезать путь снабжения из Константинополя. Целью нападающих был военный пункт у укрепления Ника (вероятно, возле нынешней Хавзы), в 15 км от Адрианополя. Римская разведка поняла намерения готов, и Валент отправил отряд всадников и пеших лучников с приказом удерживать горные проходы. Впрочем, численность этих сил была незначительна, и они не могли бы оказать серьёзное сопротивление армии готов.
По мнению Г. Дельбрюка, Валент уже шёл на запад, когда получил известие о том, что готы двигаются из Кабиле вдоль реки Тунджа на юг. Узнав, что это армия готов, он повернул обратно к Адрианополю. Недалеко от города император разбил укреплённый лагерь. На военном совете решался вопрос, идти ли в бой с готами или ждать подкрепления Грациана. Его разведка доложила, что армия готов состоит из 10 тысяч человек. Если у Валента было не менее 15 тысяч воинов, он вполне мог надеяться на успех. В это время Валент был непопулярен в Константинополе и потому не мог позволить готам идти дальше к столице, так как это вызвало бы недовольство населения. Согласно Аммиану Марцеллину, восточно-римский император завидовал военной славе Грациана и потому не желал делить с ним лавры победы.
Готы медленно продвигались к Адрианополю в течение трёх дней. Они намеревались идти к Нике, обойти с севера Адрианополь и перекрыть дорогу к Константинополю. Но Валент занял позицию около Адрианополя, и если бы готы двигались дальше на юг, они бы оказались в уязвимом положении, имея в тылу императорскую армию. Фритигерн должен был атаковать римлян или отойти на север.
На военном совете у императора Себастиан и другие офицеры, вдохновлённые недавней победой при Марице, настоятельно советовали немедленно вступить в бой. Другие, под командованием магистра конницы Виктора, настаивали на том, чтобы Валент подождал Грациана. Этого мнения придерживался также Рихомер, подошедший к Адрианополю с письмом западно-римского императора, в котором тот советовал подождать его и не атаковать готов в одиночку. По-видимому, армия Валента ненамного превышала по численности армию готов, иначе он бы немедленно напал на готов, не рассматривая вариант с ожиданием Грациана. В конце концов, было решено атаковать готов.
После окончания военного совета римляне начали готовиться к сражению. В это время Фритигерн отправил в лагерь Валента христианского священника с условиями примирения. Он требовал выполнения договора, подписанного два года назад, чтобы готам была предоставлена для обитания Фракия. Также христианский священник передал личное письмо Фритигерна Валенту, в котором он извещал «как человек, который в скором времени должен был стать его другом и союзником, что он не может сдержать свирепость своих земляков и склонить их на условия, удобные для римского государства, иным образом, чем если император покажет им немедленно на близком расстоянии армию в боевом снаряжении и страхом… лишит их боевого задора». Этой хитростью предводитель готов надеялся вызвать Валента на бой.
На рассвете 9 августа условия примирения были отвергнуты. Валент оставил личный багаж, казну и гражданских советников в городе и выступил во главе армии из Адрианополя. День был жарким, и войско шло через труднопроходимую и холмистую местность. Пройдя 13 км, римляне увидели готов, которые расположились, вероятно, на вершине самого высокого холма, к югу от современной деревни Мураткали. Центр лагеря готов, скорее всего, находился на месте этой деревни. Немецкий исследователь Ф. Рункель предположил, что лагерь готов находился на гребне Демирханли, к востоку от Мураткали.
К двум часам дня римляне начали боевое построение. Конница правого крыла пошла впереди, прикрывая пехоту, которая в это время строилась в традиционные два ряда. Конница левого крыла находилась позади, растянувшись вдоль дороги на большое расстояние. В это время Фритигерн тянул время, ожидая прихода грейтунгов и аланов, кочевавших на севере Тунджы. Для этого он снова отправил в лагерь Валента послов для ведения переговоров о примирении. Этих послов Валент отверг и потребовал прислать более знатных лиц. Готы также разожгли костры на равнине, чтобы римские солдаты стали страдать от жары. Фритигерн предложил сам вести переговоры, если римляне дадут в залог кого-нибудь из высокопоставленных лиц. Валент предложил своего родственника, трибуна Эквиция, но он отказался, потому что сбежал от готов из плена в Дибальте и боялся раздражения с их стороны. Тогда Рихомер предложил отправить себя к готам и отправился в путь. Не ясно, почему Валент решил начать переговоры. Возможно, когда он лично увидел преимущественное положение готов, он усомнился в победе. Также он видел, что его армия ненамного превосходит по численности готскую.

## Силы сторон

### Римская армия
К началу Готской войны в римской армии были проведены коренные организационные изменения. Новый тип подразделений был более приспособлен к отражению набегов на границе, чем к широким наступательным действиям. К середине IV столетия римская армия состояла из двух типов отрядов, готовых к оборонительным действиям. Это лимитаны — пограничные гарнизоны. Их задачей является защита империи на границе и удержание противника до подхода основных сил. Лимитаны были легче вооружены, чем легионеры. Также был второй тип отряда — комитаты — полевые отряды с менее многочисленными, но манёвренными резервными группами.
Пограничные гарнизоны кроме своих прямых обязанностей также отвечали за поддержание порядка и внутренней безопасности в регионе. Всего в приграничных районах находилось 30 гарнизонов лимитанов. Во главе гарнизона стоял дукс — командующий армией.
В основном полевые армии не имели постоянного места дислокации, а их состав мог меняться в случае необходимости.

### Армия готов
Традиционно готское воинское искусство строилось на массированном применении пехотных формаций, которые разделялись на легко вооруженное ополчение и «отряды вождей» или дружины более знатных и уважаемых мужчин в обществе, которые имели собственные отряды личной охраны, дорогое оружие и доспехи.
Конница применялась готами ограничено, и больше была свойственна остготам-грейтунгам, которые с начала переселения в земли Северного Причерноморья, активно перенимали кочевое боевое искусство и были к середине IV века частично ассимилированы с сарматами и поздне-скифским населением этих земель.

Так же кавалерией, участвовавшей на стороне готов были аланы, кочевые племена вытесненных с низовьев Дона, новыми кочевниками гуннами, пришедшими с востока.

## Ход битвы
Когда Рихомер направлялся в лагерь готов, отряды легковооружённых воинов правого крыла армии пошли в атаку без приказа. Согласно Аммиану, «стрелки и скутарии, которыми тогда командовали ибер Бакурий и Кассион, в горячем натиске прошли слишком далеко вперёд и завязали бой с противником». Что произошло на самом деле, не совсем ясно. Скутарии, возможно, были одним из элитных конных отрядов схолы. Аммиан Марцеллин не уточняет, были стрелки пешими или конными. Маловероятно, что они пошли в наступление на лагерь, окружённый телегами. Скорее всего, они заходили слева, где искали слабое место в обороне готов. Этот передовой отряд должен был следовать тактике «нападение и отход» и не вступать в бой с превосходящими силами противника. К готам пришло подкрепление, и нападавшим пришлось отступить.
Можно было видеть, как варвар в своей озлобленной свирепости с искажённым лицом, с подрезанными подколенными жилами, отрубленной правой рукой или разорванным боком, грозно вращал своими свирепыми глазами уже на самом пороге смерти; сцепившиеся враги вместе валились на землю, и равнина сплошь покрылась распростёртыми на земле телами убитых. Стоны умирающих и смертельно раненых раздавались повсюду, вызывая ужас. В этой страшной сумятице пехотинцы, истощённые от напряжения и опасностей, когда у них не хватало уже ни сил, ни умения, чтобы понять что делать, и копья у большинства были разбиты от постоянных ударов, стали бросаться лишь с мечами на густые отряды врагов, не помышляя уже больше о спасении жизни и не видя никакой возможности уйти. А так как покрывшаяся ручьями крови земля делала неверным каждый шаг, то они старались как можно дороже продать свою жизнь и с таким остервенением нападали на противника, что некоторые гибли от оружия товарищей. Всё кругом покрылось чёрной кровью, и куда бы ни обратился взор, повсюду громоздились кучи убитых, и ноги нещадно топтали повсюду мёртвые тела. Высоко поднявшееся солнце ... палило римлян, истощённых голодом и жаждой, обременённых тяжестью оружия. Наконец под напором силы варваров наша боевая линия совершенно расстроилась, и люди обратились к последнему средству в безвыходных положениях: беспорядочно побежали, кто куда мог.
К готам подошла конница под командованием Алатея и Сафракса и атаковала правое крыло римской конницы. Когда грейтунги и аланы преследовали конницу правого крыла, тервинги перешли в наступление на передовую линию римской армии, ещё не окончившую боевое построение.
Возможно, отступающая римская конница правого крыла попыталась дать отпор готам, но была вынуждена бежать с поля под напором противника. Конница левого крыла ещё пыталась продвинуться и занять боевую позицию, спустившись с холма. Её авангард вступил в бой с готской конницей и вынудил их отступить к лагерю. Однако другие конные отряды вслед за отступающими бежали с поля боя.
Между тем основные пешие силы Фритигерна атаковали римскую пехоту. Этот бой шёл с переменным успехом, пока готы и аланы не разбили конницу левого крыла. Бегство конницы оголило левый фланг линии римской пехоты. Конница готов сразу же атаковала пехотинцев. Готы стали теснить римскую пехоту со всех сторон. Под напором противника боевая линия римлян расстроилась, и они бежали.
Однако два элитных имперских легиона — ланциарии и маттиарии, — продолжали сражаться. К ним бежал император Валент, оставленный почти всеми своими телохранителями и потерявший лошадь. Увидев его, Траян предложил ввести в бой резервы. Комит Виктор хотел вызвать резервный отряд батавов, но те уже бежали с поля боя. Никого не найдя, Виктор бежал. Также спаслись Рихомер и Сатурнин.
Вечером Валент был опасно ранен стрелой. По одной из версий, он вскоре после этого умер. По другой версии, его, ещё живого, телохранители отнесли в деревенскую хижину и спрятали на верхнем этаже. Затем эту хижину окружили готы и после неудачной попытки проникнуть внутрь подожгли хижину.
Согласно Аммиану Марцеллину, в битве погибло две трети римских солдат. Среди погибших были Траян и Себастиан, а также 35 трибунов. Масштаб катастрофы был огромен — в ходе семичасового сражения готы уничтожили две трети армии Валента; возможно, до 20 тысяч человек. Остатки римских войск были бы вырезаны полностью, если б не совершенно безлунная ночь, затруднившая «варварам» преследование. Уже 13 августа 378 года Адрианополь, в котором укрылись солдаты и офицеры, знатные сановники и государственная казна, был со всех сторон окружён, а затем атакован готами.

## Последствия

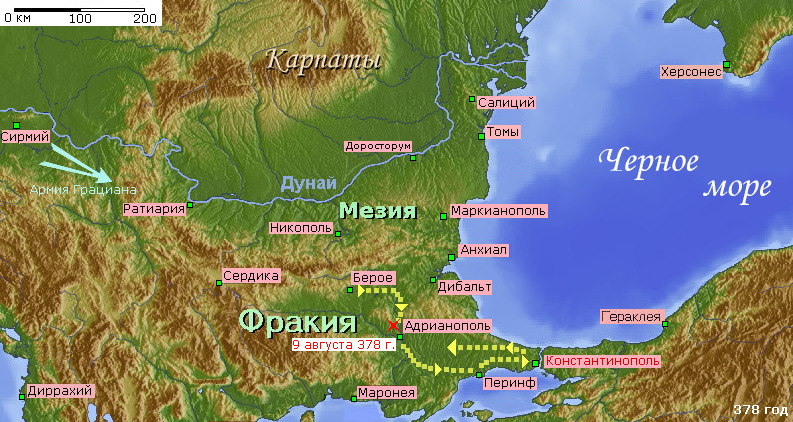
Готская война, лето 378. Готы разбили под Адрианополем римлян, затем после неудачной осады Константинополя рассыпались отрядами по Фракии и Мёзии.

### Причины поражения римлян
Античные авторы пытались выявить причину поражения римлян при Адрианополе. Некоторые утверждали, что готы имели огромное количественное преимущество и приводят цифру 200 000, но этого не могло быть на самом деле. Другие объясняли причины поражения тем, что конница тактически превосходила пехоту, хотя это была битва пехотинцев, в которой вступление конницы принесло лишь перевес сил (и то лишь потому что римская конница почти целиком сбежала, позволив готской коннице напасть на скованных боем с готской пехотой римлян).
Айзек Азимов писал, что готские всадники имели важное преимущество, гарантировавшее точность стрельбы, — металлические стремена. В действительности стремена появились в Европе только столетие спустя, с приходом аваров.
Современные историки выделяют несколько причин поражения римлян. Во-первых, римляне, охранявшие границу на большом протяжении, не смогли собрать достаточно дисциплинированное и многочисленное войско для подавления восстания готов. Также здесь имело место недооценка римскими командующими своего противника, которого они считали сбродом и надеялись, что быстрая победа до подхода подкреплений принесёт больше славы, чем совместная операция, тем более, что постоянно была опасность вторжения персов в Сирию и Валент вынужден был учитывать и это. В результате они не смогли серьёзно подготовиться к сражениям с готами.
Также возможно, что у воинов с востока Римской империи в целом был низкий боевой дух. 15 лет назад они потерпели поражение от персов, от которого, вероятно, ещё не оправились (с другой стороны, незадолго до этого армия Востока успешно принудила готов к миру на их же земле, а недавняя, пусть и быстро прерванная война с персами шла довольно удачно). Однозначно, что после Иовиана кампании против готов и персов, хотя и шли достаточно успешно, но унесли много опытных воинов. Ввиду этого армию против готов спешно составили из элитных частей, переброшенных со всех участков, где их можно было снять, в итоге после их поражения разбить готов в полевом бою (особенно после ухода Грациана и узурпации Запада Максимом) было невозможно. В плохо спланированных стычках с готами потерпели поражение корнуты и бракаты — отборные имперские легионы и местные фракийские гарнизоны, в итоге боевой дух готов поднялся (как и качество оружия — готы вооружились римским оружием), а у римлян наряду с горечью поражений были сильны мысли о немедленном реванше, сорвавшие объединение Грациана и Валента. Римскую армию, как и общество, раздирали религиозные споры между язычниками, христианами-арианами и христианами-никейцами. Высказывалось предположение, что некоторые конные отряды под командованием никейца Виктора, возможно, преднамеренно покинули Валента. Следует учитывать и то, что предводитель готов Фритигерн имел талант военного стратега.
На тактическом уровне победу готам обеспечили свежие отряды, яростно сражавшиеся с усталой, голодной и измученной жарой римской армией, которую застало врасплох подошедшее подкрепление готов. Римская конница показала полное отсутствие дисциплины, не оказав серьёзного сопротивления противнику (подобно тому как она показывала себя в битве при Страсбурге и при походе Юлиана, когда конница часто ударялась в бегство и основную тяжесть боя принимала пехота). Так как конники не поддержали пехотинцев, готы напали на них с флангов и на передовой линии одновременно, что и обеспечило им победу. Римская пехота проявила себя хорошо — лишь нападение готских всадников решило исход боя, причём из-за бегства конницы разбитая римская пехота была обречена на гибель.

### Значение битвы
Поражение в Адрианопольской битве было катастрофой для Римской империи. Несмотря на то, что императоры гибли в сражениях и римляне терпели поражения и раньше, битва при Адрианополе продемонстрировала слабость римской стратегии и изменила баланс сил. Победы готов над римлянами показали народам, жившим за Рейном и Дунаем, что есть возможность завладеть римскими землями. В последующие годы франки, алеманны, бургунды, свевы, вандалы, сарматы и аланы стали в массовом порядке пересекать границы империи. Император Феодосий решил, что ему легче использовать готов в своей армии, чем римлян. Передвижные полевые наёмные армии могли быть более преданы империи и не бунтовать при приказе о передислокации в другой район. После 378 года регулярная армия перестаёт играть важную роль, а подвижные армии приобрели сходство с постоянными пограничными частями. В принципе дело обуславливалось и тем, что после гибели почти всей элитной пехоты Востока (кроме частей в Сирии) и узурпации Максимом Магном трона Грациана Феодосий просто не имел времени и возможностей подготовить из римлян (подданных империи) достаточно войск для победы над и готами и Магном, используя же готов он одновременно уводил их лучших воинов от мест их поселений (в любой момент готы могли быть уничтожены туземными частями, что добавляло лояльности) и ослаблял готов, особенно в войне с узурпатором Евгением — тогда Феодосий фактически использовал готов как пушечное мясо, одновременно сберегая собственные легионы и ослабляя опасных «союзников».
Если бы готы не одержали победу, история Западной Римской империи могла бы сложиться по-другому. Начавшаяся после окончания войны миграция готских племён в конце концов привела к захвату Рима Аларихом в 410 году.
Использование германских союзников фундаментально изменило характер войн, которые вела Римская империя. Императоры, полководцы и даже обычные граждане стали нанимать частные отряды. В результате к середине V века римские войска превратились в большие конные армии, присягавшие на верность своему военачальнику, а не империи. Присутствие германских воинов в римских армиях ускорило процесс увеличения численности конных отрядов и роста значения конницы.
В трудах историков XX века можно часто встретить утверждение, будто битва у Адрианополя выявила беззащитность римской пехоты перед лицом тяжёлой варварской кавалерии. Английский историк Чарльз Омен считал разгром армии Валента великим водоразделом в военной истории человечества, предвещавшим наступление эпохи конного рыцарства (то есть Средневековье). Противники этой теории указывают на то, что Валент располагал более многочисленной кавалерией, чем его противники, и что исход сражения с обеих сторон решила пехота. Сдвиг же от пехоты к кавалерии начался в римской армии задолго до Валента, ещё во времена Галлиена.

## Итоги
Битва под Адрианополем часто рассматривается как прелюдия окончательного краха Западной Римской империи в V веке. Исход битвы привёл к изменению баланса сил в Европе в пользу германцев: лучшая часть пехоты востока империи погибла в бою, конница была рассеяна, а оставшиеся армии ослаблены в пользу усиления войск Феодосия для новых битв с готами.